# Patrick Flueger
Patrick John Flueger (ur. 10 grudnia 1983 w Red Wing) – amerykański aktor telewizyjny i filmowy.

## Życiorys
Urodził się jako najstarsze z trojga dzieci. Jego ojciec był pochodzenia niemieckiego, angielskiego, szwedzkiego, norweskiego i irlandzkiego, a matka w miała korzenie norweskie i angielskie. Uczęszczał do Red Wing High School.
Swoją karierę rozpoczynał jako muzyk. Pisał własne piosenki i grał na gitarze. Założył swój własny zespół o nazwie Sleeper7. Grał w wielu klubach, ale nie osiągnął wielkiego sukcesu na arenie muzycznej. Swoją pierwszą rolę jako Jeremiah, kochający zabawę mistrz sztuczek karcianych, który oczarował najlepszego przyjaciela głównego bohatera, zagrał w komedii familijnej Garry’ego Marshalla Pamiętnik księżniczki (2001) z Anne Hathaway. Występował gościnnie w serialach takich jak JAG – Wojskowe Biuro Śledcze (2003), CSI: Kryminalne zagadki Miami (2003) i Prawo i porządek: sekcja specjalna (2004). Największą jednak popularność zdobył dzięki roli Shawna Farrela – przystojnego, młodego chłopaka zaginionego w przestrzeni i czasie, powracającego na Ziemię z darem uzdrawiania bądź uśmiercania w serialu 4400 (2004–2007).

## Filmografia

### Filmy
- 2001:  Pamiętnik księżniczki jako Jeremiah Hart
- 2005:  Prawdziwa historia jako Rusty
- 2009:  Bracia jako szeregowy Joe Willis
- 2010:  Mother’s Day jako Izaak „Ike” Koffin

### Seriale TV
- 2003: Potyczki Amy jako Mark Thurber
- 2003: CSI: Kryminalne zagadki Miami (CSI Miami) jako Brad Kenner
- 2003: Boston Public jako Joseph Prager
- 2003: Uziemieni jako Caleb
- 2003: JAG – Wojskowe Biuro Śledcze jako P.O. Miles Yates
- 2004: Prawo i porządek: sekcja specjalna jako Aiden Connor
- 2004–2007: 4400 jako Shawn Farrell
- 2013: Zabójcze umysły jako Paul Westin
- 2013: Magazyn 13 jako Ranger Evan Smith
- 2014-: Chicago Fire jako Adam Ruzek
- 2014-: Chicago PD jako Adam Ruzek